# Спонтанное возгорание
«Спонтанное возгорание» — фантастический фильм ужасов 1990 года режиссёра Тоуба Хупера. Премьера фильма состоялась 23 февраля 1990 года. Слоган — «The cleanest kill on earth».

## Сюжет
В 1955 году власти США проводили эксперимент по взрыву водородной бомбы в штате Невада. В одинокий бункер были помещены мужчина и женщина и вблизи него была взорвана бомба. По первоначальным тестам признаков влияния радиации на подопытных да и самой радиации в бункере обнаружено не было. В честь успешного эксперимента был организован банкет. По истечении некоторого времени у подопытных родился ребёнок, которого постоянно лихорадит, а сами родители сгорели заживо прямо в палате роддома.
К 1989 году ребёнок вырос (его зовут Сэм Креймер) и занимается преподаванием в местном университете. Всё бы ничего, но его постоянно преследуют головные боли и лихорадка. Вскоре начинают происходить странные вещи — многие знакомые Сэма сгорают заживо, а последним с кем они общались был именно Сэм. Сэм обнаруживает в себе способность управлять огнём, который может вырываться прямо из его тела. Наконец он узнаёт об эксперименте, который был проведён над его родителями, а всё его окружение оказывается втянуто в этот эксперимент-заговор, начиная от друзей и заканчивая любимой девушкой.

## В ролях
- Брэд Дуриф — Сэм Креймер
- Дэй Янг — Рейчел, девушка Сэма
- Дэйл Дай — капитан Лу

## Награды и номинации
Фильм «Самовозгорание» номинировался на Гран-При кинофестиваля Fantasporto.